# Tutankhamon come Amon (07.228.34)
La testa di Tutankhamon come Amon (07.228.34) è il frammento della testa proveniente da una statua colossale del faraone Tutankhamon (1332–1323 a.C.) della XVIII dinastia egizia nelle sembianze del dio supremo Amon.

## Descrizione
Questa testa proviene da una statua di Amon di grandezza superiore al naturale: il tipico copricapo (già sormontato da due alte piume ormai scomparse) e la barba intrecciata facevano parte della classica iconografia del dio. I tratti somatici sono chiaramente quelli del giovane Tutankhamon: le labbra carnose, con il labbro inferiore leggermente sporgente, occhi a mandorla inclinati e palpebre abbastanza rientranti. I contorni ben definiti della bocca e degli occhi e la lavorazione misurata conferiscono al dio un'espressione fredda e distante, tipica dello stile post-amarniano: un buon numero di statue di Amon con il volto di Tutankhamon furono realizzate per il Complesso templare di Karnak, a simboleggiare la grande restaurazione dei monumenti di Amon intrapresa dal giovane faraone dopo la "rivoluzione" di Akhenaton; la statua cui apparteneva questa testa potrebbe aver fatto parte di tale programma.